# José Rodrigues dos Santos
José Rodrigues dos Santos (Beira, Mozambik, 1964. április 1. –) portugál író, egyetemi tanár és népszerű televíziós személyiség.

## Életrajz
1964 áprilisában született Mozambikban, amikor az még portugál gyarmat volt. Apja orvos volt. Itt szerezte első tapasztalatait a háborúról.
A portugál birodalom összeomlása után, 1974-ben Portugáliába, öt évvel később Makaóba költözött. Tizenhét évesen itt kezdte el újságíró karrierjét a Radio Macau riportereként. 1982-ben visszatért Portugáliába, hogy újságíró diplomát szerezzen. 1986-ban ismét költözött – ezúttal Londonba, hogy a BBC-nél dolgozzon. 
1990-ben visszatért Portugáliába, és a közszolgálati televíziónál (RTP) kezdett dolgozni. Újságírást és rádiódrámát tanított a Lisszabon New University-ben. Kezdetekben a „Telejornal”, az RTP esti híradójának riportere volt, de néhány hónapon belül a „24 Horas” Esti Híreihez került, és ott dolgozik ma is. Ő mutatta be az öbölháború résztvevőit, eseményeit a világnak, amivel a nemzetközi figyelem középpontjába került. 1993-ban a CNN World haditudósító riportere lett.
Tudósított Dél-Afrikából, Angolából, Kelet-Timorból, Irakból, Kuvaitból, Izraelből és a palesztin területekről, Albániából, Bosznia-Hercegovinából, Szerbiából, Libanonból és Örményországból. Utolsó tudósításában a 2011-es líbiai polgárháborúról és a NATO bombázásairól számolt be.
2000-ben befejezte a Ph.D. disszertációját háborús tudósításból – ezt később kiadta három kötetben.
Több tudományos és újságíró díjat nyert.
2002-ben egy irodalmi magazinnak dolgozó barátja megkérte, hogy írjon egy novellát, mert olvasta a Haditudósításokat, és úgy vélte, José egy igazi regényíró tehetség. Dos Santos nem értett vele egyet, de tartozott neki egy szívességgel.
Elkezdett írni, és két hét múlva rájött, hogy a novellának tervezett írás már 200 oldal. Ez lett az első regénye: a „A Ilha das Trevas” (A sötétség szigete, 2002, 71 000 példány) egy család története Kelet-Timoron az indonéz háború éveiben. Nem lett bestseller, de lökést adott neki a második könyvéhez. A „A Filha do Capitão” (A kapitány lánya, 2004, 131 000 példány) a szerelem és árulás története az első világháborúban. A megjelenés utáni első két héten 600 példány sem kelt el, de miután az egyik fő portugál hírmagazin megemlítette a könyvet, az 2004 egyik bestsellere lett Portugáliában. Húsz nyelvre fordították le.
Napjainkig több mint 2 millió könyve fogyott el világszerte.

## Család
1988-ban házasodott, felesége Florbela Cardoso. Két lányuk van: Catherine Cardoso Rodrigues dos Santos (1991) és Inês Cardoso Rodrigues Dos Santos (1998).

## Munkássága
Magyarországon 2010-ben jelent meg az első kötete, az Az isteni formula – Einstein utolsó üzenete, amely az év egyik nagy sikere volt, többször szerepelt az eladási listák élén. Santos a regények megírása előtt alapos kutatómunkát végez, így Az isteni formula a fizika, a matematika és a világegyetem-kutatás legújabb és legérdekesebb talányait, felfedezéseit tárja elénk lebilincselően izgalmas történetbe ágyazva, érdekesen és közérthetően. 
Az Egyiptomi Múzeum lépcsőjén, Kairó kellős közepén, Tomás Noronhát megszólítja egy vadidegen nő. A neve Ariana Pakravan, iráni, és nála van egy régi, kiadatlan kézirat másolata. Ezen egy furcsa cím és egy rejtélyes vers áll. A váratlan találkozás hihetetlen kalandokba sodorja Tomást, amelyek során belekeveredik az iráni nukleáris válságba és Albert Einstein legfontosabb, ám befejezetlen tudományos felfedezésébe, amely minden idők legnagyobb rejtélyéhez vezet.
2011-ben jelent meg magyarul a második, A hetedik pecsét – A világvége elkezdődött című regénye és harmadik kötete, A 632-es kódex.
A hetedik pecsétben meggyilkolnak egy tudóst az Antarktiszon, és az Interpool kapcsolatba lép Tomás Noronhával, a portugál történésszel, hogy segítsen megfejteni egy több mint ezeréves rejtélyt, egy bibliai titkot, amit a tettes fölírt egy lapra és otthagyott a holttest mellett… Portugáliától Szibériáig, az Antarktisztól Ausztráliáig röpít minket a magával ragadó regény, hogy bepillantást nyerjünk az emberiség túlélését fenyegető változásokba. A hetedik pecsétnapjaink tudományos tényein alapszik, és ezzel szerzője egy olyan felfedezést tár elénk, amely alapjaiban változtathatja meg a bolygónk és az emberiség jövőjéről alkotott elképzelésünket...
A 632-es kódexben Tomas Noronha történész és kriptoanalítikus, a régi nyelvek szakértője azt a megbízást kapja, hogy fejtsen meg egy rejtélyes üzenetet. A benne rejlő titok a felfedezések korának legféltettebb titkához vezeti el a portugál történészt: Kolumbusz Kristóf valódi kilétéhez és küldetéséhez. A regény eredeti történelmi dokumentumokon alapszik, és döbbenetes idő utazásra invitálja az olvasót, amely tele van kalandokkal, rejtélyekkel és legendákkal, leleplezett titkokkal és titokzatos jelekkel, csalóka látszatokkal és elhallgatott tényekkel: igazi tükörjáték ez, amelyben az illúzió elfedi a valóságot, hogy eltakarja az igazságot.
2012-ben jelent meg magyarul az Isten haragja – Ha az Al-Kaida megszerzi az atomfegyvert... című fordulatos, izgalmas regény, amely mai világunkról szól. A benne közölt információk a nukleáris bombákkal, illetve az iszlám fundamentalizmussal kapcsolatban egytől egyig hitelesek. Segítenek megértenünk az iszlamisták gondolkodásmódját és motivációit, megtudjuk, kik ők, mit akarnak, és milyen komoly veszélyt jelentenek. „Santos ezzel a regényével visszavonhatatlanul elnyerte a Bestsellerek Királya címet!”(Expresso)
A történet: teherautó gördül be késő éjszaka egy oroszországi nukleáris létesítmény területére. Az öröket meggyilkolják. A betörők két doboz erősen dúsított uránnal távoznak. Megkezdődik az emberiség legújabb rémálma... A világhírű kriptoanalitikus, Tomás Noronha az Azori-szigeteken nyaral, amikor megkeresi Frank Bellamy, a CIA Tudományos és Technológiai Igazgatóságának vezetője. Bellamy tisztában van Tomás képességeivel, és tudomása van arról is, hogy a portugál alaposan ismeri az iszlámot, így aztán meggyőződése, hogy Ő az az ember, aki megfejtheti azt a kódolt üzenetet, amelyet a CIA az interneten fogott el...
A végső titok – Egy bibliai rejtély nyomában című ötödik könyve 2013 tavaszán, a XX. Budapesti Nemzetközi Könyvfesztiválra jelenik meg. A regény valós adatokon, kutatásokon és idézeteken alapul. A szerző ismét bebizonyítja, hogy a rejtély nagymestere. A végső titok több, mint regény: lerántja a leplet az Újszövetség legnagyobb rejtélyéről. A történet: egy spanyol paleográfus a Vatikáni Apostoli Könyvtárban az egyik legrégebbi fennmaradt Biblia-kéziratot, a Codex Vaticanust tanulmányozza. Hirtelen zajt hall a sötétben. Egy alak ráveti magát, és elvágja a torkát. Az olasz rendőrfelügyelő, Valentina Ferro, a híres portugál történészt, kriptoanalitikust, Tomás Noronhát hívja segítségül a holttest mellett talált különös üzenet megfejtéséhez. Az esetet két másik gyilkosság követi. A nyomozás során Tomás és Valentina a Biblia rejtélyeinek kanyargós ösvényén találja magát. Ezen az ösvényen pedig eljutnak a Szentföldre, és meg sem állnak az Újszövetség utolsó titkáig. Jézus Krisztus valódi identitásáig.
Az ördög keze (2013): Tomás Noronhát is elérte a válság. A megszorítások következtében elbocsátja az egyetem, és kénytelen munkanélküli segélyt igényelni. A munkanélküli központból hazafelé menet megszólítja egy régi, gimnáziumi barátja, akit ismeretlen személyek üldöznek. A menekülő barát elrejtett egy kompromittáló DVD-t, amely leleplezi a válság felelőseit, és Tomásnak meg kell fejtenie egy rejtjeles szöveget, hogy megtalálja.
A Nemzetközi Büntetőbíróság pert indított a válság felelősei ellen, az emberiség ellen elkövetett bűncselekmények vádjával. Tomás Noronhát kegyetlen és nagy hatalmú gyilkosok üldözik, de a per sikerességéhez elengedhetetlen fontosságú, hogy megfejtse a rejtvényt, amely elvezeti a világ legveszélyesebb titkát tartalmazó DVD-jéhez. Az eltitkolt igazsághoz a világválságról.
José Rodrigues dos Santos a tőle megszokott szédületes kalandokon keresztül vezet el minket a nagypolitika és a pénzügyi világ legszűkebb berkeibe, és ezzel ismét bebizonyítja, hogy a történetszövés nagymestere. De Az ördög keze nem csupán lélegzetelállító krimi: valós adatokkal és információkkal szolgál a gazdasági világválságról, segít megértenünk annak okait, megismernünk a felelőseit és meglátnunk, mi várhat ránk a jövőben.
2015-ben jelent meg magyar fordításban következő regénye, mely a Salamon kulcsa nevet viseli. A történet középpontjában ismét Tomás Noronha áll. A szerző ezt a könyvet az Isteni formula folytatásának szánta a témáját tekintve. Tehát ismét a fizika és a világegyetem-kutatások kerülnek a középpontba.

## Művei

### Regények
- A Ilha das Trevas, Temas & Debates, 2002; Prefácio e Círculo de Leitores, 2003; Gradiva, 2007
- A Filha do Capitão, Gradiva, 2004
- O Codex 632: The Secret of Christopher Columbus: A Novel, Gradiva, 2005 [Tomás Noronha-sorozat, #1]
- A Fórmula de Deus, Gradiva, 2006 [Tomás Noronha-sorozat, #2]
- O Sétimo Selo, Gradiva, 2007 [Tomás Noronha-sorozat, #3]
- A Vida Num Sopro, Gradiva, 2008
- Fúria Divina, Gradiva, 2009 [Tomás Noronha-sorozat, #4]
- O Anjo Branco, Gradiva, 2010
- O Último Segredo, Gradiva, 2011 [Tomás Noronha-sorozat, #5]
- A Mão do Diabo, Gradiva, 2012 [Tomás Noronha-sorozat, #6]
- O Homem de Constantinopla, Gradiva, 2013
- Um Milionário em Lisboa, Gradiva, 2013
- A Chave de Salomão, Gradiva, 2014 [Tomás Noronha-sorozat, #7]
- As Flores de Lótus, Gradiva, 2015 [Lótusz-saga #1]
- O Pavilhão Púrpura, Gradiva, 2016  [Lótusz-saga #2]
- Vaticanum, Gradiva, 2016 [Tomás Noronha-sorozat, #8]
- O Reino do Meio, Gradiva, 2017  [Lótusz-saga #3]
- Sinal de Vida, Gradiva, 2017 [Tomás Noronha-sorozat, #9]
- A Amante do Governador, Gradiva, 2018  [Lótusz-saga #4]
- Imortal, Gradiva, 2019 [Tomás Noronha-sorozat, #10]

### Esszék
- Comunicação (Communication)
- Crónicas de Guerra, vol. I (War Chronicles, vol I)
- Crónicas de Guerra, vol. II (War Chronicles, vol II)
- A Verdade da Guerra (The Truth of War)
- Conversas de Escritores (A Conversation with Authors)
- A Última Entrevista de José Saramago (The Last Interview of José Saramago)
- Novas Conversas de Escritores (New Conversations with Authors)

## Magyarul
- Az isteni formula; ford. Nagy Viktória; Kossuth, Bp., 2010
- A 632-es kódex; ford. Nagy Viktória; Kossuth, Bp., 2011
- A hetedik pecsét. A világvége elkezdődött; ford. Nagy Viktória; Kossuth, Bp., 2011
- Isten haragja. Ha az Al-Kaida megszerzi az atomfegyvert...; ford. Nagy Viktória; Kossuth, Bp., 2012
- A végső titok; ford. Nagy Viktória; Kossuth, Bp., 2013
- Az ördög keze. A nagypolitika és a pénzügyi világ sötét titkai; ford. Nagy Viktória; Kossuth, Bp., 2014
- Salamon kulcsa; ford. Pál Ferenc; Kossuth, Bp., 2015
- Vaticanum. Az ősi prófécia; ford. Puentes-Blanco Piroska; Kossuth, Bp., 2016
- A lótusz virágai; ford. Puentes-Blanco Piroska; Kossuth, Bp., 2017
- A lila pavilon; ford. Puentes-Blanco Piroska; Kossuth, Bp., 2018
- A középső birodalom; ford. Pál Ferenc; Kossuth, Bp., 2018
- Életjel; ford. Pál Ferenc; Kossuth, Bp., 2019
- A kormányzó szeretője; ford. Pál Ferenc; Kossuth, Bp., 2020
- Halhatatlan; ford. Nagy Viktória; Kossuth, Bp., 2020
- Az auschwitzi mágus; ford. Nagy Viktória; Kossuth, Bp., 2021
- A birkenaui kézirat; ford. Mihancsik Zsófia; Kossuth, Bp., 2022
- Állati lelkek; ford. Mihancsik Zsófia; Kossuth, Bp., 2023
- Vörös sárkány; ford. Mihancsik Zsófia; Kossuth, Bp., 2024